# Life Lessons with Uramichi
Life Lessons with Uramichi (jap. うらみちお兄さん Uramichi Oniisan) ist eine Mangaserie des Zeichners Gaku Kuze, die seit 2017 in Japan erscheint und 2021 als Anime-Serie umgesetzt wurde. Die Comedy-Serie erzählt aus dem Alltag der Produktion einer Fernsehsendung für Vorschulkinder.

## Inhalt
Der Anfang-Dreißiger Uramichi Omota (表田裏道) moderiert eine Fernsehsendung für Vorschulkinder, in der er gemeinsam mit den Kindern im Studio turnt und ihnen Lektionen über Fitness und das Leben im Allgemeinen gibt. Doch hinter seinem Lächeln verbirgt sich eine zynische, depressive Persönlichkeit, die auch vor der Kamera immer wieder durchbricht. Nachdem er früher als Leichtathlet erfolgreich war, hat er diese Karriere inzwischen aufgegeben. Privat ist er alles andere als ein Vorbild: Raucher, Trinker und eine Plage für einige seiner Kollegen, die mit ihm in der Sendung auftreten. Tobikichi Usahara (兎原跳吉) und Mitsuo Kumatani (熊谷みつ夫) mimen die beiden Maskottchen der Show in Verkleidung als Hase und Bär. Sie kennen Uramichi noch von der Uni und werden von ihm gemobbt. Auch der Sänger Iketeru Daga (蛇賀池照) und die Sängerin Utano Tadano (多田野詩乃), die neben Uramichi oft in der Sendung auftreten, haben den besten Teil ihrer Karriere schon hinter sich und nun bei der Kindersendung gelandet. Für alle Erwachsenen am Set sind die Gruppen von kleinen Kindern, mit denen sie gemeinsam drehen, so austauschbar und unpersönlich wie ihr Bühnenbild.

## Veröffentlichung
Der Manga erscheint seit Mai 2017 im Magazin Comic Pool beim Verlag Kodansha. Dieser brachte die Kapitel auch gesammelt in bisher elf Bänden heraus (Stand Juni 2025). Der dritte dieser Bände verkaufte sich über 80.000 Mal in den ersten drei Wochen nach Veröffentlichung. Eine deutsche Übersetzung erscheint seit November 2021 bei Manga Cult in bisher neun Bänden (Stand: Dezember 2024). Der amerikanische Ableger von Kodansha veröffentlicht eine englische Fassung.

## Anime-Serie
Bei Studio Blanc. entstand unter der Regie von Ryōsuke Shibuya mit Nobuyoshi Nagayama eine 13-teilige Animeserie zum Manga. Die Drehbücher schrieb Tōko Machida und die Charakterdesigns entwarfen Mizuki Takahashi und Yusuke Shibata. Die künstlerische Leitung lag bei Masami Hayashi, für den Ton war Kisuke Koizumi verantwortlich und die 3D-Animationen leitete Masato Gotoh. Für die Kameraführung war Chiaki Tokuda verantwortlich und die Produzenten waren Kisara Takahashi und Takashi Jinguuji.
Die je 25 Minuten langen Folgen wurden vom 6. Juli bis 28. September 2021 von den Sendern TV Tokyo, BS11, WOWOW, HTB und Animax in Japan gezeigt. Die Plattform Wakanim zeigte den Anime parallel international, unter anderem mit deutschen Untertiteln. Funimation Entertainment bot die Serie in Latein- und Nordamerika mit englischen, spanischen und portugiesischen Untertiteln per Streaming an.

### Synchronisation
| Rolle             | Japanische Stimme |
| ----------------- | ----------------- |
| Uramichi Omota    | Hiroshi Kamiya    |
| Tobikichi Usahara | Tomokazu Sugita   |
| Mitsuo Kumatani   | Yūichi Nakamura   |
| Iketeru Daga      | Mamoru Miyano     |
| Utano Tadano      | Nana Mizuki       |

### Musik
Die Musik wurde von Kei Haneoka komponiert. Die Synchronsprecher Mamoru Miyano und Nana Mizuki sangen das Vorspannlied ABC Taisō. Von Miyano stammt auch das Abspannlied Dream on.